# Schizonycha fimbriata
Schizonycha fimbriata är en skalbaggsart som beskrevs av Brenske 1898. Schizonycha fimbriata ingår i släktet Schizonycha och familjen Melolonthidae. Inga underarter finns listade i Catalogue of Life.